# Karl-Heinrich Müller
Karl-Heinrich Müller (* 8. Juni 1936 in Düsseldorf; † 5. November 2007 ebenda) war ein deutscher Makler, Kunstsammler und Kunstmäzen.

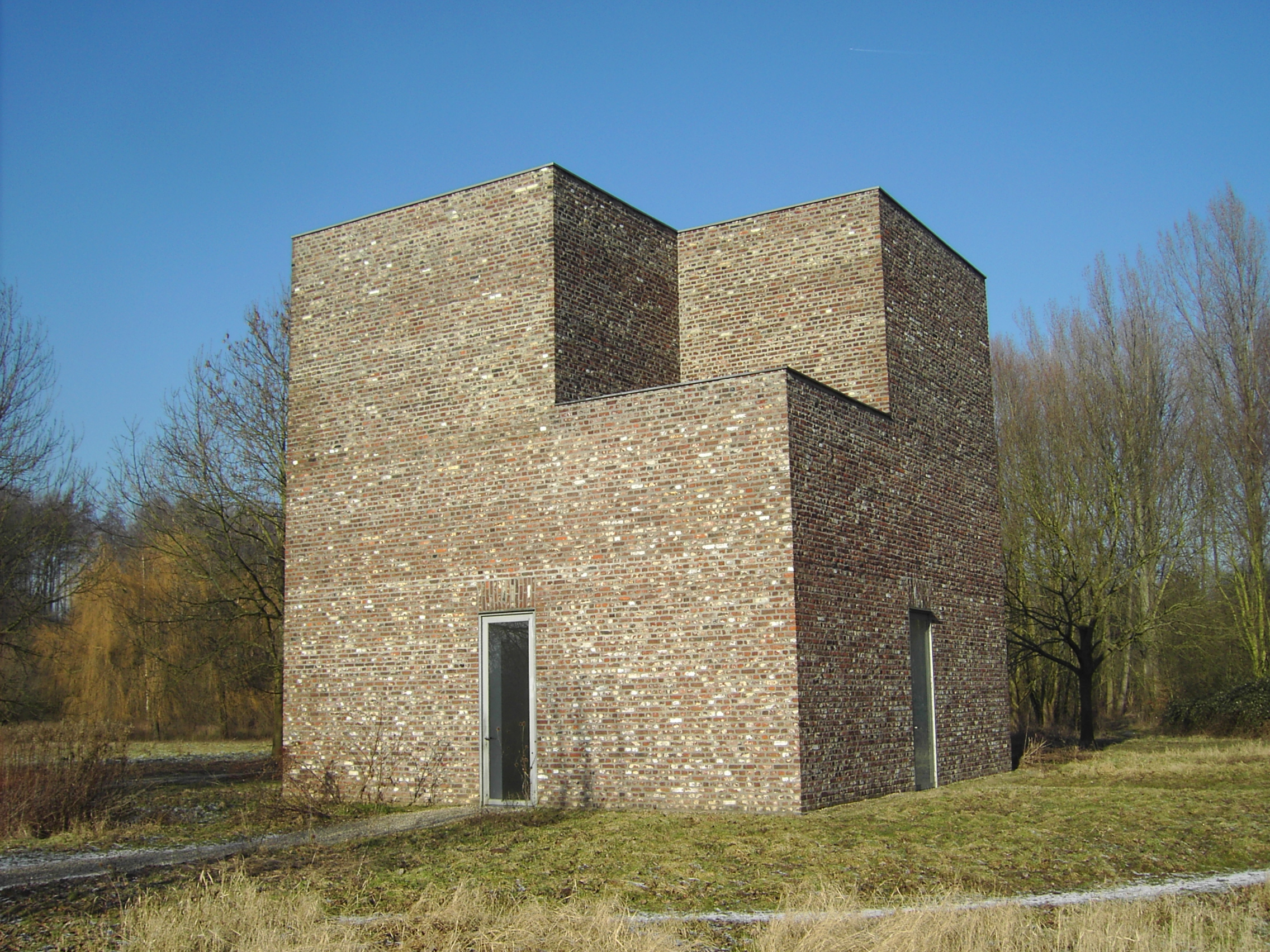
Heerich-Turm, Museum Insel Hombroich

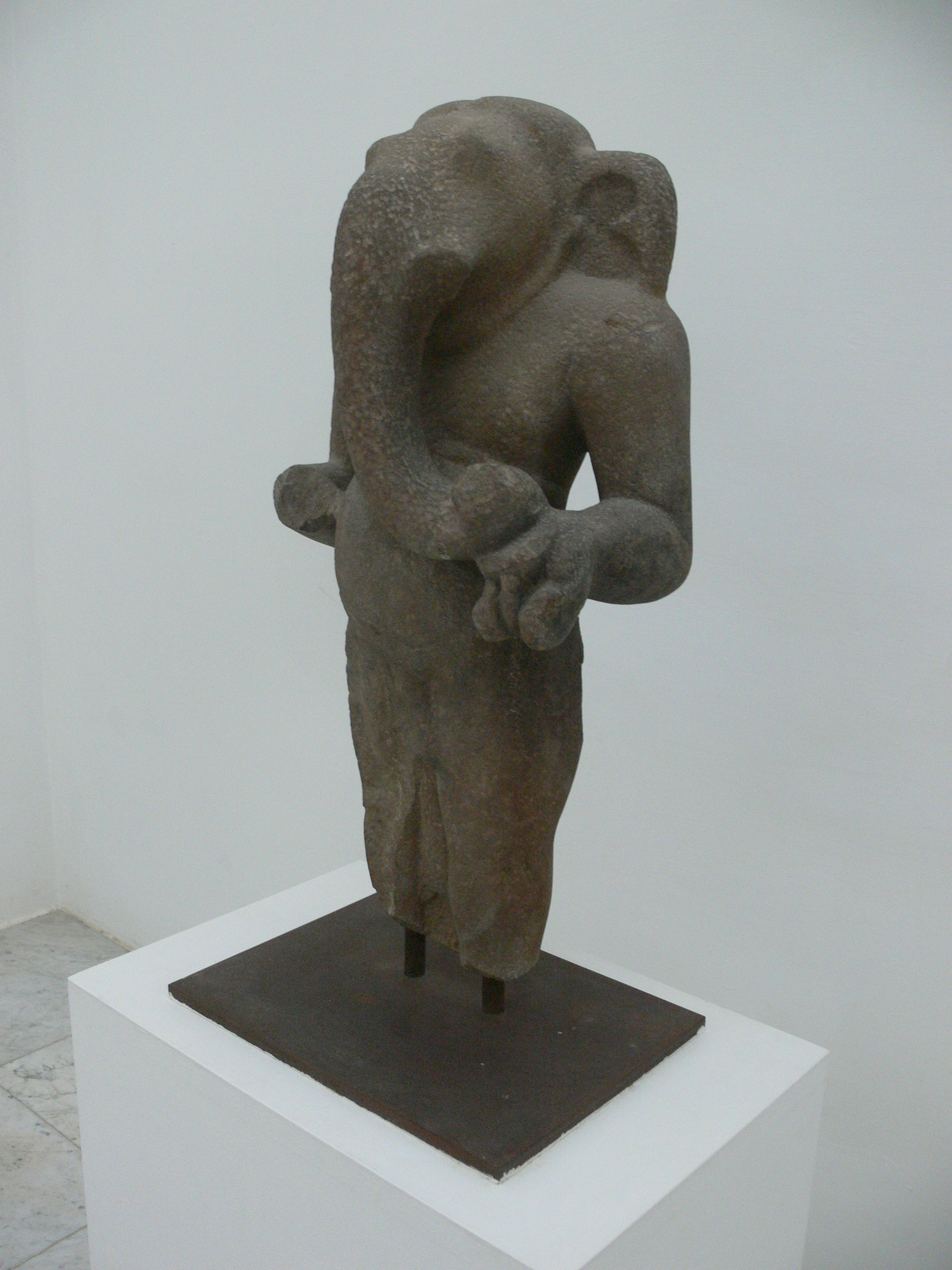
Khmer Skulptur, Museum Insel Hombroich

## Leben
Karl-Heinrich Müller wurde als Sohn eines Fabrikarbeiters geboren. Bereits während seiner Schulzeit sammelte er Ektachrome von Kunstwerken. Mit einem innovativen Konzept als Makler für Industrieimmobilien wurde er finanziell erfolgreich. Seine Firma INIMA-Industrie-Immobilien GmbH.+Co KG besaß Filialen in Wien und London.
Sein Vermögen nutzte K.-H. Müller zum Erwerb von Kunst für eine eigene Sammlung und für die Unterstützung von befreundeten Künstlern. 
Am 6. September 1982 erwarb Müller eine Villa aus dem frühen 19. Jahrhundert (heute als Rosa Haus bezeichnet) samt Park am Ufer der Erft zwischen Neuss-Holzheim und Kapellen. Durch Zukäufe angrenzender Grundstücke erweiterte er das Areal bis in die 1990er Jahre hinein auf 25 Hektar. Müller ließ Ausstellungspavillons und Künstlerateliers nach Entwürfen des Künstlers Erwin Heerich errichten und begründete das Museum Insel Hombroich. Im Jahre 1994 erwarb er die ehemalige Raketenstation Hombroich;  die Entwürfe für die Umgestaltung wurden 1996 auf der 6. Architektur-Biennale in Venedig vorgestellt.
Seine Sammlung umfasst vor allem Werke der Moderne und Gegenwart sowie Artefakte aus dem asiatischen und afrikanischen Raum. 1986 erstand er Skulpturen der Khmer. 
Im Jahre 1996 brachte Müller das Gelände samt Gebäuden und Kunstsammlung in die Stiftung Insel Hombroich ein, an der die Stadt Neuss, der Kreis und das Land Nordrhein-Westfalen beteiligt sind.
Er verstarb im Alter von 71 Jahren an einem Herzinfarkt.